# Marguerite Sylva
Marguerite Sylva, nata Marguerite Alice Hélène Smith nota anche come Marguerita Sylva (Bruxelles, 10 luglio 1875 – Glendale, 21 febbraio 1957), è stata un mezzosoprano belga, che conobbe la fama non solo sui palcoscenici dell'opera lirica, ma anche nell'operetta e nel teatro musicale.
Era nota in particolare per le sue interpretazioni della Carmen di Bizet, che cantò come protagonista oltre 300 volte nel corso della sua carriera. È stata una pioniera delle incisioni discografiche per la Edison Records, per la quale realizzò numerose registrazioni tra il 1910 e il 1912

## Biografia
Marguerite Sylva nacque a Bruxelles da Mathilde (Schearer) Smith e dal dottor Christian Charles Louis Smith, un belga di origine inglese, medico consulente alla corte reale del Belgio. Sia lei che sua sorella Edith furono educate alla musica al Conservatorio Reale di Bruxelles. Marguerite all'inizio studiò pianoforte, ma prese anche lezioni private di canto. Edith diventò una violinista di una certa fama, esibendosi come Nadia Sylva.

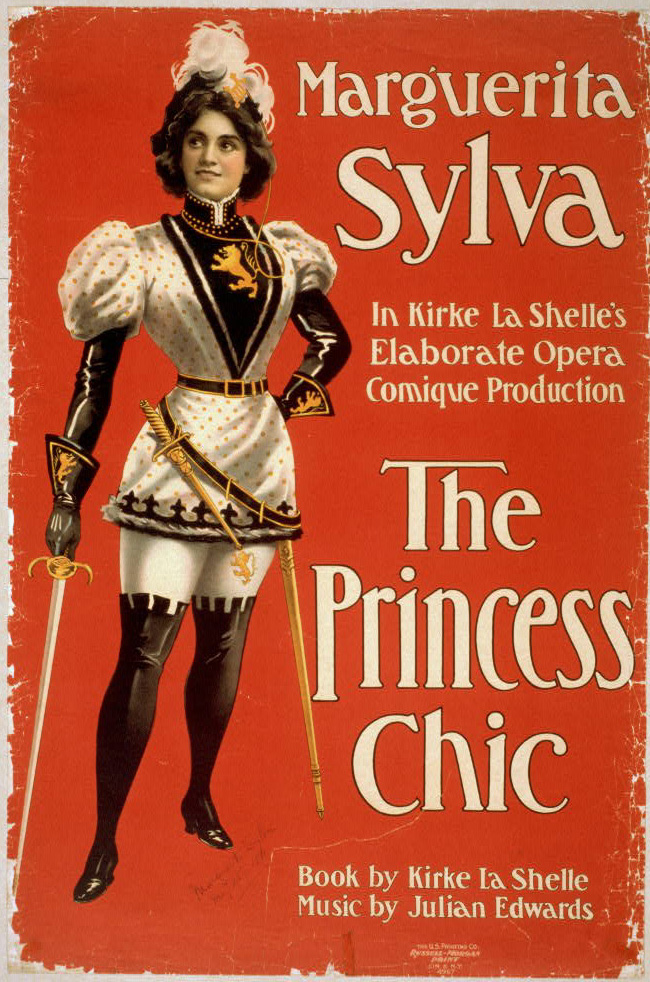
Marguerite Sylva in un cartellone per la produzione del 1900 dell'opera comica di Kirke La Shelle e Julian Edwards, The Princess Chic

Secondo la voce "Marguerite Sylva" nell'edizione del 1935 di American women (Donne americane), fu W.S. Gilbert a dare alle sorelle i loro nomi d'arte. All'inizio del 1896 erano a Londra, dove Edith suonava il violino per Gilbert, mentre Marguerite la accompagnava al piano. Marguerite ricordava che dopo che Edith aveva finito di suonare, Gilbert le chiese, "Non fai niente?". Lei rispose che "cantava un po'" e gli cantò l'Habanera dalla Carmen. Lui le offrì una parte nella sua imminente produzione de The Grand Duke, ma lei rifiutò dicendo che voleva "provare prima il grand opéra". Dopo un'audizione con Augustus Harris, fu ingaggiata per cantare al Drury Lane Theatre dove fece il suo debutto nella Carmen. Purtroppo però, con la morte di Harris nel giugno 1896, le sue aspirazioni liriche finirono. Andò invece negli Stati Uniti con la compagnia teatrale di Herbert Beerbohm Tree per una produzione di The Seats of the Mighty di Gilbert Parker al Knickerbocker Theatre. Tra gli attori della compagnia c'era Gerald du Maurier con cui si fidanzò. La giovane coppia aveva programmato di intraprendere insieme una carriera nel teatro musicale negli Stati Uniti, ma alla fine il fidanzamento fu interrotto. Secondo Beerbohm Tree la madre della Sylva si era opposta al matrimonio.
Du Maurier tornò sui palcoscenici di Londra. La Sylva rimase negli Stati Uniti, dove intraprese una carriera sempre più di successo nella commedia musicale, nell'operetta e nel vaudeville. Apparve nella prima mondiale di The Fortune Teller di Victor Herbert andò in tournée in diverse città degli Stati Uniti recitando nel ruolo della protagonista in The Princess Chic, Miss Bob White e The Strollers. Alla fine formò la Marguerite Sylva Opera Company per produrre opere comiche e operette sotto la direzione di Samuel F. Nixon e J. Fred Zimmerman. Nel 1902 sposò il direttore teatrale William David Mann. La coppia partì per la Francia nel 1904, dove la Sylva fu nuovamente affascinata dall'opera. Trovò un'insegnante, Madame Delattre e fu presto ingaggiata dall'Opéra-Comique. Debuttò lì il 14 settembre 1906 nel ruolo di Carmen con ottime recensioni. Per i successivi tre anni cantò con grande successo in Francia e Germania, dov'era una delle preferite. Nel 1909 Oscar Hammerstein la invitò a tornare in America per cantare per la sua compagnia d'opera. Il 1º settembre 1909 Marguerite Sylva fece il suo debutto nella lirica americana come Carmen al Manhattan Opera House.
Negli anni seguenti cantò con la compagnia di Hammerstein (fino a quando una controversia contrattuale concluse il loro rapporto professionale), con la Boston Opera Company e con la San Carlo Opera Company negli Stati Uniti. Cantò anche in Europa, compresa un'acclamata esibizione del 1912 in Carmen all'Opera di Stato di Berlino con Enrico Caruso come Don José. Continuò ad apparire anche a Broadway, con esibizioni nella prima di Gypsy Love e The Skylark. Per un certo periodo godette di uno status di celebrità, di solito accordato alle star del cinema, e aveva persino la sua linea di cosmetici. Nel 2008 Mark Swed scrisse sul Los Angeles Times:

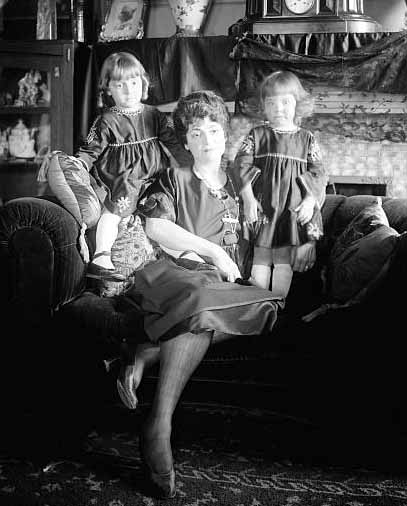
Marguerite Sylva con le figlie

"Carmen" non è una novità per l'Hollywood Bowl. L'8 luglio 1922 tre giorni avanti la prima stagione di "Symphonies Under the Stars", la Filarmonica di Los Angeles, a sua volta nata solo 3 anni prima, organizzò una sontuosa produzione dell'opera di Bizet. Il cast contava quasi 500 persone. Enormi scenari di Siviglia circondavano il nuovissimo anfiteatro. Quando il soprano Marguerita Sylva, la prima donna, era arrivata alla Union Station cinque giorni prima, i giornalisti erano lì per salutarla come se fosse una star del cinema. I proventi dello spettacolo hanno finanziato l'installazione delle prime poltroncine del Bowl.
Marguerite Sylva e suo marito, William Mann, si erano allontanati durante i suoi anni in Francia e avevano divorziato nel 1912. Il 1º dicembre 1915, Marguerite sposò il tenente Bernard L. Smith, che all'epoca era assistente addetto navale presso l'ambasciata americana a Parigi. La coppia in seguito ebbe due figlie, Daphnee e Marita, entrambe le quali ebbero una carriera secondaria come attrici. Il matrimonio finì con il divorzio per abbandono nel 1929. Negli ultimi anni la Sylva visse a Nord di Hollywood, dove recitò in una serie di piccoli ruoli cinematografici secondari e insegnò canto. Un anno prima della sua morte fu protagonista del popolare programma televisivo NBC This Is Your Life. Tra quelli che resero omaggio alla Sylva c'era il mezzosoprano Mariska Aldrich che aveva cantato con lei nella compagnia d'opera di Hammerstein e il cui percorso professionale era stato in qualche modo simile a quello della Sylva.
Il 20 febbraio 1957 Marguerite Sylva stava guidando la sua auto quando uscì di strada e si schiantò contro una casa. Rimase gravemente ferita nell'incidente e morì il giorno seguente all'età di 81 anni al Behrens Memorial Hospital di Glendale, in California.

## Ruoli operistici
Sebbene il registro vocale naturale di Marguerite Sylva fosse mezzosoprano, spesso si avventurava anche in ruoli da soprano. (In questo elenco sono inclusi anche i suoi ruoli in operette e opere comiche.)
- Carmen (Carmen)
- Cavalleria rusticana (Santuzza)
- Erminie (Erminie)
- Faust (Marguerite)
- Gypsy Love (Zorika)
- La bohème (Musetta (?))
- La favorita (Léonore)
- Le Chemineau (Catherine)
- Le Point d'Argentan (Rose-Marie)
- I racconti di Hoffmann (Giulietta)
- Manon (Manon)
- Mignon (Mignon)
- Mireille (Taven)
- Pagliacci (Nedda)
- The Fortune Teller (Mlle. Pompom)
- The Princess Chic (Princess Chic of Normandy)
- Tosca (Tosca)
- Werther (Charlotte)

## Broadway
Il debutto su un palcoscenico americano avvenne nella commedia The Seats of the Mighty (1896). Ma le sue prime apparizioni a Broadway furono principalmente in commedie musicali, opere comiche e operette. Fece un vasto tour negli Stati Uniti in questo repertorio. Questo elenco è limitato alle sue esibizioni di Broadway più note: 
- Mlle. Pompom nella première di The Fortune Teller un'operetta di Victor Herbert (26 settembre - 29 ottobre 1898)
- Lady Janet Belford nella première di Mam'selle 'Awkins, una commedia musicale di Herman Perlêt e Alfred E. Aarons (26 febbraio - 31 marzo 1900.
- Erminie nella ripresa di Erminie, un'opera comica di Edward Jakobowski (19 ottobre - 28 novembre 1903)
- Zorika nella première di Gypsy Love, una versione inglese di Zigeunerliebe, un'operetta di Franz Lehár (17 ottobre - 11 novembre 1911)
- Elsie nella première di The Skylark, una commedia di Thomas P. Robinson (25 luglio - agosto 1921)
- Sonya Orlova Varilovna nella première di Cousin Sonia, una commedia di Louis Verneui (7 dicembre 1925 - gennaio 1926)
- Mooda nella première di Golden Dawn, un musical di Emmerich Kálmán (30 novembre 1927 - 5 maggio 1928)
- Mahuna nella première di Luana una commedia musicale di Rudolf Friml (17 settembre - 4 ottobre 1930
- Giulia Sabittini nella ripresa di The Great Lover, una commedia di Frederic e Fanny Hatton e Leo Ditrichstein (11 ottobre - ottobre 1932)
- La Contessa von Hohenbrunn nella première di Three Waltzes, un musical di Clare Kummer e Rowland Leigh dall'opera teatrale di Paul Knepler con musica di Johann Strauss I, Johann Strauss II e Oscar Straus (25 dicembre 1937 - 9 aprile 1938)

## Cinema
L'esordio della Sylva nel cinema fu probabilmente il ruolo principale in un film muto sulla Carmen del 1913 girato a Nîmes, in Francia, con M. Habay (attore nel Théâtre Sarah Bernhardt) nel ruolo di Don José. Il suo primo ruolo da protagonista in un film di Hollywood risale al 1920, quando interpretò Hilda Wilson in The Honey Bee, diretto da Rupert Julian. Tra gli altri suoi ruoli cinematografici figurano:
| Titolo                       | Anno | Ruolo               | Regista          | Note                                     |
| ---------------------------- | ---- | ------------------- | ---------------- | ---------------------------------------- |
| The Honey Bee                | 1920 | Hilda Wilson        | Rupert Julian    |                                          |
| They Dare Not Love           | 1941 | Countess Marlik     | James Whale      | Non accreditata                          |
| The Leopard Man              | 1943 | Marta               | Jacques Tourneur | Non accreditata                          |
| The Seventh Victim           | 1943 | Mrs. Bella Romari   | Mark Robson      |                                          |
| To Have and Have Not         | 1944 | Cashier             | Howard Hawks     | Non accreditata                          |
| The Conspirators             | 1944 | Older Woman         | Jean Negulesco   | Non accreditata                          |
| The Gay Senorita             | 1945 | Doña Maria Sandoval | Arthur Dreifuss  |                                          |
| Her Highness and the Bellboy | 1945 | Diplomat's Wife     | Richard Thorpe   | Non accreditata, (ruolo finale nel film) |